# Luisa Elvira Belaunde
Luisa Elvira Belaunde Olschwsky (Lima, 1962) es una antropóloga, docente e investigadora peruana. 

## Biografía
Belaúnde obtuvo su título en Filosofía en 1985 de la Universidad de Lovaina, tiene una maestría obtenida en 1986 en Sociología y en 1992 obtuvo el doctorado en antropología en la Universidad de Londres. También es licenciada en Filosofía.

### Docencia universitaria
Fue docente en la Universidad de Durham y profesora del Museo Nacional, Universidad Federal de Río de Janeiro y en la Pontificia Universidad Católica del Perú. Actualmente es docente en la Universidad Nacional Mayor de San Marcos.
Es especialista en estudios sobre pueblos amazónicos, sus expresiones artísticas y culturales, como el kené y cerámica, o sobre la sexualidad en estas comunidades. Colaboró con el Banco de Reserva del Perú en la publicación de monedas alusivas a la cerámica shipibo - conibo.

## Obra
Publicó numerosos artículos en revistas científicas, sus estudios se hallan enfocados en las comunidades que pueblan el área amazónica de Perú.
Sus investigaciones se ven reflejadas en algunos de sus libros publicados, entre ellos:
- Viviendo Bien. Género y fertilidad entre los Airo-Pai de la Amazonía peruana, 2001[7]
- El recuerdo de Luna. Género, sangre y memoria entre los pueblos amazónicos, 2008
- Kené: arte, ciencia y tradición en diseño, 2009
- Libro Azul Británico. Informes de Roger Casement y otras cartas sobre las atrocidades en el Putumayo, 2011
- Las mujeres del Río Ucayali, en camino hacia la participación. Un estudio sobre la participación de las mujeres shipibo y ribereñas de Ucayali y Loreto, 2011
- ¿Indigenismos, ciudadanías? Nuevas miradas, 2014
- Mujer, biodiversidad y seguridad alimentaria en las comunidades kechua-lamas, 2016
- Woxrexcüchiga, el ritual de la pubertad en el pueblo ticuna, 2016
- Cerámica tradicional Kichwa Lamas de Wayku, 2017
- Sexualidades amazónicas. Género, deseos y alteridades, 2018[8]
- Cerámica tradicional shipibo-konibo, 2019

Algunos de sus artículos son:
- Diseños materiales e inmateriales: la patrimonialización del kené shipibo-konibo y de la ayahuasca en el Perú, 2012[9]